# معركة الفويهات
معركة الفويهات هي معركة وقعت في (1912م/1330 هـ) بين مجاهدين ليبيين والجيش الإيطالي بالجنوب من مدينة بنغازي في حي يسمى الفويهات، حيث وقف  150 من المقاتلين الليبيين أمام 3000 جندي إيطالي فقد لقي جنود إيطاليا في هذه الحرب من الأهوال حيث ثبت هؤلاء القلة أمام كثرة الجنود الإيطاليين من الفجر إلى غروب الشمس حتى قهروهم ورجعوا أدراجهم أمام صمود المجاهدين الليبيين، وبينما كان العرب في حزن شديد على من فقدوهم في تلك المعركة إذ جاءهم الخبر من الأستانة عن برقية وردت إليها سرا من برلين عن برقية رقمية جاءت من سفارة ألمانيا في رومية بأنه سقط في هذه المعركة 1500 جندي من الجيش الإيطالي، وأصاب الجنونُ سبعةً من ضباطه.